# Wiał wiatr
Wiał wiatr − album z 2008 nagrany przez krakowski zespół Galicja wraz z wokalistką Lidią Jazgar, na który składa się 11 części poetycko-muzycznej opowieści o św. Franciszku z Asyżu.
Autorem tekstów jest Andrzej Zając OFMConv. Muzykę skomponował Ryszard Brączek, aranżacje Michał Woźniak.

## Lista utworów
| 1.  | "Narodził się człowiek" | 5:14  |
|     |                         |       |
| 2.  | "Spotkanie - Jest"      | 4:34  |
|     |                         |       |
| 3.  | "Własnymi rękami"       | 3:23  |
|     |                         |       |
| 4.  | "Pieśń rycerza"         | 4:54  |
|     |                         |       |
| 5.  | "Radość prawdziwa"      | 3:10  |
|     |                         |       |
| 6.  | "List"                  | 3:48  |
|     |                         |       |
| 7.  | "Serafin i krew"        | 5:42  |
|     |                         |       |
| 8.  | "Serce wierne"          | 3:42  |
|     |                         |       |
| 9.  | "Pamięć o tym co było"  | 3:08  |
|     |                         |       |
| 10. | "Transitus"             | 3:23  |
|     |                         |       |
| 11. | "Łąka i wiatr"          | 5:46  |
|     |                         |       |
|     |                         | 46:44 |
|     |                         |       |

## Wykonawcy
- Lidia Jazgar − śpiew
- Przemysław Branny − śpiew
- Jerzy Trela − lektor
- Ryszard Brączek − gitara akustyczna
- Michał Woźniak − fortepian, instrumenty klawiszowe, altówka
- Maciej Mąka − gitary
- Tomasz Grochot − perkusja, udu, inne instrumenty perkusyjne
- Orkiestra Akademii Beethovenowskiej
- Paweł Solecki − fagot, darabuka, cajon, duduk, wokaliza
- Adam Kozłowski − waltornia